# 동린각
동린각(東麟閣)은 대한민국 경상북도 영천시 임고면 삼매리에 있는, 임진왜란 때 큰 공을 세운 충무공 이순신과 김완을 기리기 위하여 세운 건축물이다. 1975년 8월 18일 경상북도의 유형문화재 제77호로 지정되었다.

## 개요
임진왜란 때 큰 공을 세운 충무공 이순신과 김완을 기리기 위하여 세운 건물로 원래는 자양면 노항동에 세웠으나, 정조 9년(1785)에 불타서 정조 11년(1787)에 다시 지었다. 그 후 세월이 흐르면서 퇴락한 것을 1960년 성곡동으로 옮겨 지으면서 수리하였다. 1976년 영천댐 건설로 인해 지금의 위치로 옮겨지었다.
가운데 2칸을 대청으로 꾸미고, 뒤쪽 1칸에 신주를 두어 위패를 모시도록 하였다. 기둥은 네모·여덟모·원형 등 세 종류를 사용하여 격조있게 하였다. 지붕을 받치면서 장식을 겸하는 공포는 기둥 위에만 배치하는 주심포양식으로 안동과 영천지방에서는 흔히 볼 수 있다.

## 참고 문헌
- 동린각 - 국가유산청 국가유산포털